# Staré Vyklantice
Staré Vyklantice (německy Alt Wiklantitz) je severní část obce Vyklantice v okrese Pelhřimov. V roce 2009 zde bylo evidováno 52 adres. V roce 2001 zde trvale žilo 102 obyvatel.
Staré Vyklantice leží v katastrálním území Vyklantice o výměře 6,81 km2.